# Tell 'Em I'm Gone
Tell 'Em I'm Gone è il quattordicesimo album in studio del cantautore britannico Yusuf Islam (precedentemente chiamato Cat Stevens), pubblicato nel 2014.

## Tracce
1. I Was Raised in Babylon – 3:53
2. Big Boss Man – 3:10
3. Dying to Live – 3:47
4. You Are My Sunshine – 3:13
5. Editing Floor Blues – 3:42
6. Cat and the Dog Trap – 3:22
7. Gold Digger – 4:34
8. The Devil Came from Kansas – 3:42
9. Tell 'Em I'm Gone – 3:12
10. Doors – 3:22